# ロイヤルナイツ (デジタルモンスター)
ロイヤルナイツとは、『デジタルモンスター』（以下：「デジモン」）シリーズに登場するキャラクターである「デジモン」たちのうち、特定のデジモン（聖騎士型デジモン）のみに与えられる称号。

## 概要
デジモンシリーズでは、ネットワーク上に現実世界（リアルワールド）そっくりな疑似電脳空間（＝デジタルワールド）が構築され、そのデジタルワールドにデジモンたちが生息しているという設定があり、人間の世界や神話・伝説の中に存在するグループをモチーフにしたグループが多数存在する。ロイヤルナイツはそのグループの一つであり、円卓の騎士をモチーフにしているとされている。ただし、それぞれのメンバーがガウェインやランスロットといった特定の人物をモチーフにしているわけではない。
携帯ゲーム機『ディーアーク』（2001年4月発売）にて、ギルモンの究極体として聖騎士型デジモンのデュークモンが登場した。そのデュークモンの公式設定では、先んじて登場していた聖騎士型デジモンであるオメガモン（『デジモンアドベンチャー ぼくらのウォーゲーム!』などに登場）やマグナモン（『デジモンアドベンチャー02』などに登場）も含め、以下のように言及された。
また、デュークモンは同年放送のテレビアニメ『デジモンテイマーズ』でもギルモンの究極体として登場したが、東映アニメーションの同作公式サイトでも以下のように言及されている。
その後、『デジモンフロンティア』（2003年）などに登場したデュナスモン・ロードナイトモンや、Vジャンプ（集英社）連載の漫画『デジモンアドベンチャー Vテイマー01』（2003年完結 / 作：やぶのてんや）にて登場したアルフォースブイドラモン、『デジタルモンスター ゼヴォリューション』（2005年）などに登場したアルファモンなど、他のメンバーが徐々に発表されていった。そして2014年に13体目のデジモンとしてジエスモンが発表され、これでメンバー全員が揃うことになった。
2003年に発売された携帯ゲーム機『デジモンペンデュラムX』のバックグラウンドストーリーである『デジモンクロニクル』や、2005年発売の携帯ゲーム機『デジモンアクセル』など、アニメと独立して展開する商品群では、「ロイヤルナイツ」の称号を持つメンバーが高い頻度で登場する。
なお、数多くのデジモンのデザインやイラストレーションを手掛けたイラストレーターのAs'まりあは、オメガモンとデュークモンを「ロイヤルナイツの両翼」と位置づけている。

## 基本設定
バンダイの公式サイトでは、ロイヤルナイツは以下のように定義づけられている。
「ロイヤルナイツ」の称号を与えられたデジモンたちの共通点は、タイプが「聖騎士型」である点である。また、レベルは「アーマー体」のマグナモンを除き、すべて「究極体」（デジモンのレベルとしては最上位）であり、マグナモンも究極体デジモン以上の攻撃力と、絶対的な防御力を持つとされる。
「ロイヤルナイツ」の1体であるアルフォースブイドラモンの公式設定によれば、ロイヤルナイツはデジタルワールドに古代から伝わる予言の中だけに登場する存在で、デジタルワールドに危機が迫った時に予言に導かれ集うとされている。ただし絶対的な「善」ではなく、自らの信じる正義が「悪」とみなされるものであってもそれに絶対の忠誠を誓うデュナスモンや、弱者に対し無慈悲で、自らの信じる正義を遂行するためには冷酷無比な一面を見せるロードナイトモンのようなデジモンも「ロイヤルナイツ」の称号を与えられている。彼らがデジタルワールドの秩序維持のために必要と判断すれば、時には大量破壊や大量殺戮などの非情な手段も行使する。また、それぞれの思想も微妙に異なっており、各々が信じる「正義」に従って行動しているため、それを巡って内紛が起こることもある。
平時は実際に組織的な活動をしているわけではないようだが、ネームバリューは大きい。キングエテモン（究極体・パペット型）は聖騎士型デジモンではないが、ロイヤルナイツの一員を自称している。

## メンバー
「ロイヤルナイツ」の称号を与えられたデジモンは、“空白の席”の主とも呼ばれる抑止力的な存在を含め、以下の聖騎士型デジモン13体（マグナモン以外はすべて「究極体」）が存在している（カッコ内は媒体への初登場年と登場作品）。太字はアニメおよび漫画作品で主人公を務めた経験のあるデジモン。
- オメガモン[1]：ワクチン種[19]（1999年：ワンダースワン用ソフト『デジモンアドベンチャー アノードテイマー』※ガルルグレイモン名義）
  - 劇場版アニメ『デジモンアドベンチャー ぼくらのウォーゲーム!』（2000年春・東映アニメフェア公開作品）にて、アグモン（主人公・八神太一のパートナーデジモン）の究極体ウォーグレイモンと、ガブモン（太一の仲間で、同じく「選ばれし子供たち」の1人である石田ヤマトのパートナーデジモン）の究極体メタルガルルモンが融合した形態として登場。
- マグナモン[1]：アーマー体・属性フリー[注 4][12]（2000年：『D-3 ブイモンver.』）
  - テレビアニメ『デジモンアドベンチャー02』（放送期間：2000年 - 2001年）および同作の劇場版『デジモンアドベンチャー02 前編 デジモンハリケーン上陸!!／後編 超絶進化!!黄金のデジメンタル』（2000年夏・東映アニメフェア公開作品）にて、ブイモン（主人公・本宮大輔のパートナーデジモン）が「奇跡のデジメンタル」により進化した形態として登場。
- デュークモン[1]：ウィルス種[注 6][4]（2001年：『ディーアーク ver.1』）
  - テレビアニメ『デジモンテイマーズ』（放送期間：2001年 - 2002年）にて、ギルモン［主人公・松田啓人（タカト）のパートナーデジモン］が究極体に進化した形態として初登場。さらに同作本編終盤および、劇場版アニメ『暴走デジモン特急』（2002年春・東映アニメフェア公開作品）にはデュークモンの強化形態「クリムゾンモード」が登場。
- デュナスモン[1]：データ種[14]（2002年：『ディースキャナ ver.2.0』）
- ロードナイトモン[1]：ウィルス種[15]（2002年：『デジタルモンスターカードゲーム アルティメットバトルセット ロイヤルナイツセット』）
- アルフォースブイドラモン[1]：ワクチン種[13]（2002年：『デジモンペンデュラムプログレス1.0 DRAGON'S ROAR』）
  - Vジャンプ（集英社）連載の漫画『デジモンアドベンチャー Vテイマー01』（2003年完結 / 作：やぶのてんや）にて、ブイドラモン［愛称：ゼロマル / 主人公・八神太一（タイチ）のパートナーデジモン］が究極体に進化した形態として登場。
- アルファモン[1]：ワクチン種[17]（2003年：『デジモンペンデュラムX version1.0』）
  - アニメ作品（テレビスペシャル）『デジタルモンスター ゼヴォリューション』（2005年放送）にて、主人公を務めるドルモンが究極体に進化した形態として登場。
- クレニアムモン[1]：ワクチン種[23]（2005年：『デジタルモンスターカードゲーム デジタライズブースター』）
- スレイプモン[1]：ワクチン種[24]（2005年：『デジモンアクセル アルティメットゲノム』）
- ドゥフトモン[1]：データ種[25]（2007年：テレビアニメ『デジモンセイバーズ』）
- エグザモン[1]：データ種[26]（2007年：『データカードダス 究極対戦!!デジモンバトルターミナル02』）
- ガンクゥモン[1]：データ種[27]（2013年：PSP用ソフト『デジモンアドベンチャー』）
- ジエスモン[1]：データ種[28]（2014年：『デジヴァイス ver.15th』）[6]

「デジタルワールドを守護する騎士」とされてはいるが、「ロイヤルナイツ」の称号を与えられたデジモンの中には、（属性フリーのマグナモンを除き）ワクチン種およびデータ種のデジモンが各5名ずつ含まれている一方、ウィルス種のデジモンも2名含まれている（デュークモンとロードナイトモン）。これは、想定していた「敵」がデジモン以外の何かであるためなのか、単にあらゆるケースに対応できるように配慮しただけなのかは不明。基本的に人型だが、スレイプモン・エグザモンのような例外もある。
ジエスモンが初登場した『デジヴァイス ver.15th』（2014年）の解説では、「ハックモン（ジエスモンの進化前）がガンクゥモンによって見い出されるまで、ロイヤルナイツにふさわしい13体目のデジモンが長期間不在だった」とされている。

## 作品内での役回り
概要で述べたような理由から、設定上ロイヤルナイツであるデジモンでも、作品中でロイヤルナイツであるとは限らない。
「正義の味方」として登場することもあれば、悪役としての登場も多い（特に「ロイヤルナイツ」として登場する場合）。アニメ・漫画作品ではデジタルワールド自体を滅ぼそうとしていた『フロンティア』を除くと絶対悪とは言えないが、アニメ・漫画に登場したロイヤルナイツのうち、アルファモン以外は全て敵役として主人公側と対峙している。
テレビアニメ『デジモンフロンティア』（放送年：2003年）
終盤（第38話から第47話）にロードナイトモン・デュナスモンの2体が登場。ルーチェモンに忠誠を誓い、その復活のためデジタルワールドの全土のデジコードを奪っていく。他にもメンバーがいるかのような台詞があるが、第17話のアキバマーケットの武器防具店内でワンカットだけ登場したデュークモン以外は未登場。
初登場時、バロモンは「ロイヤルナイツは正しき心を持つはずだ」と言及していたが、劇中では2体とも一貫してデジタルワールドそのものを破滅させようとする絶対悪として描写されていた。本来はデジタルワールドの守護を任務とするロイヤルナイツがなぜデジタルワールドを滅ぼそうとした理由は不明のままである。
『デジモンクロニクル』（2003年に発売された携帯ゲーム機『デジモンペンデュラムX』のバックグラウンドストーリー）
オメガモン・デュークモン・アルファモンが登場。イグドラシルの「プロジェクトアーク」により、Xプログラムで死なずにそれを取り込みX抗体を作り出し、X進化を遂げたデジモンたちを異分子とみなし排除行動を展開した。このXデジモンたちの排除はイグドラシルの命令だが、忠実に動いたと思われるのはオメガモンのみであり、デュークモンはXデジモンたちを試すような行動をしていた。他のメンバーは何をしていたのか不明である。
テレビスペシャル『デジタルモンスター ゼヴォリューション』（放送年：2005年）
オメガモン・デュークモン・マグナモン・ロードナイトモン・アルファモンが登場（ロードナイトモンは声のみの登場）。
本作のストーリーはデジモンクロニクルを基にしており、ロイヤルナイツの役回りも上述の通りである。
テレビアニメ『デジモンセイバーズ』（放送年：2007年）
第39話にてクレニアムモンが登場。また、第40話でスレイプモン・デュークモン・オメガモン・マグナモン・デュナスモン・ロードナイトモン・アルフォースブイドラモンが登場し、第43話でドゥフトモン（本作品が初登場）が登場。ただし、アルファモンは後期OPにシルエットだけ登場し本編には未登場。
「デジタルワールドの神」であるイグドラシルに仕え、守護する存在。彼らの主君であるイグドラシルが「人間界との度重なる干渉により、デジタルワールドと人間界が相互消滅の危機に陥ったため、デジタルワールドを守るために人間界を消滅させる」と決定・指令し、それを受けて人間界の各地で破壊活動を展開したため、主人公である大門大（マサル）たちと対立する。
アニメ化作品では最もロイヤルナイツが出揃っている一方で、初登場が4クール以降で一体一体は大きく扱われなかった。クレニアムモン・スレイプモン・デュークモン以外はそれほどクローズアップされず、主人公と敵対する側なので酷い扱われ方をされた者も少なくない。
デュークモンをはじめ、オメガモン・マグナモン・アルフォースブイドラモンなど過去作品では主役であったデジモンも本作品では明確に人間の敵として描かれているが、途中で倒されたロードナイトモンとドゥフトモン以外は後にイグドラシルに反旗を翻し、人間界とデジタルワールドの両方を救おうとする大たちに加勢している。
テレビアニメ『デジモンクロスウォーズ』（放送年：2010年から2012年）
第1期から第2期『悪のデスジェネラルと七つの王国』ではオメガモンとエグザモンがデジメモリに封印された守護騎士団の一員として登場し、第3期『時を駆ける少年ハンターたち』では歴代シリーズの主人公たちのパートナーが進化した姿としてマグナモンとオメガモン（前述とは別個体）とデュークモンが登場している。
漫画『デジモンクロスウォーズ』（作：中島諭宇樹 / 『Vジャンプ』にて2010年から2012年まで連載）
アルフォースブイドラモン（第13話から登場）・デュナスモン・ロードナイトモン・クレニアムモン・ドゥフトモン（4体は第16話から登場）が作中に登場。また設定上およびWeb漫画や単行本第4巻に収録されているオマケ漫画「ばぐら家の横顔」にオメガモン・スレイプモン（単行本第4巻のイラストのみで登場）・デュークモン・マグナモン・エグザモン・アルファモンも登場。
勢力としてのロイヤルナイツが完全な主人公側の味方として登場した作品は2022年時点でも本作品が唯一である。
ゲーム『デジモンストーリー サイバースルゥース』（発売年：2015年）
オメガモンからジエスモンまでの全員が登場。ドゥフトモンをはじめとする「イーターがデジタルワールドを滅ぼした原因は人間にある」として人間界を滅ぼそうとする勢力と、オメガモンをはじめとする人間界を守ろうとする勢力に分かれて対立することとなる。